# Sprachkritik
Sprachkritik untersucht Sprache, Sprechakte und Diskurse auf die Zusammenhänge von Sprache und Denken bzw. Erkenntnisfähigkeit (Sprachphilosophie) sowie von Sprache und den gesellschaftlichen Verhältnissen (Soziologie). Nach Roland Barthes, Sprachwissenschaftler und Begründer der modernen Semiotik, ist Sprachkritik auch Gesellschaftskritik, da Sprache selbst ideologisch sei. In der Sprachpflege bedeutet Sprachkritik die Bewertung sprachlicher Äußerungen. Sie kann in ihrer Aussage sowohl negativ (Tadel) als auch positiv (Empfehlung) sein. 

## Sprachphilosophische Ursprünge der Sprachkritik
Ferdinand de Saussure stellte 1916 die These auf, dass sprachliche Zeichen auf Konventionen innerhalb einer Sprachgemeinschaft beruhen. Er prägte dafür den Begriff Arbitrarität. Dies hat allerdings überhaupt nicht explizit und nicht unbedingt mit Sprachkritik als Kulturkritik zu tun.
Wilhelm Kamlah kritisiert das „monologische Drauflosschreiben und Aneinandervorbeireden“ der Philosophen und fordert eine (sprachkritisch fundierte) „Disziplin des Denkens und des Redens“. Er weist darauf hin, dass Menschen, bevor sie philosophieren, „immer schon sprechen“ und dass es ein verbreiteter Fehler ist, eine „Kaspar-Hauser-Situation“ zu fingieren. Aus dieser Alltagssprache und ihrem Vorverständnis der Welt heraus sei die wissenschaftliche Sprache erst neu zu entwickeln.

## Sprachkritik unter dem Aspekt der Gesellschaftsanalyse
Vor dem Hintergrund des Zusammenhanges von Sprache und Gesellschaft wird hier Sprache als ein gesellschaftlich wirksames Instrument betrachtet. Sprache wird als ein Mittel zur Ausübung von Macht sowie zur Etablierung und Reproduktion von Machtverhältnissen analysiert. Diese Sprachkritik findet sich nicht nur in den Kulturwissenschaften und der Soziologie, sondern auch in der Sprachwissenschaft. In den 1920er Jahren entwickelte Kurt Tucholsky unter dem Leitspruch „Sprache ist eine Waffe“ eine primär politisch motivierte Form der Sprachkritik.
Im Promotionskolleg „Sprachkritik als Gesellschaftskritik im europäischen Vergleich“ des Europäischen Zentrums für Sprachwissenschaften (EZS) wird der Zusammenhang zwischen sprachkritischem Verhalten und gesellschaftlicher Veränderungen in den Blick genommen. Untersuchungssprachen sind derzeit Deutsch, Englisch, Französisch, Italienisch, Spanisch und Kroatisch.

## Sprachkritik unter dem Aspekt der Sprachpflege

### Sprachkritik und Sprachwissenschaft
Sprachkritik gehörte von der Antike bis zum Beginn des 19. Jahrhunderts zu den Aufgaben sprachwissenschaftlicher Untersuchungen. Mit Jacob Grimm erfolgte eine Revision des Verhältnisses zwischen Sprachkritik und Sprachwissenschaft. Grimms als „Manifest der historischen Grammatik“ bezeichnete Vorrede zur ersten Fassung des ersten Teils seiner „Deutschen Grammatik“ (1819) brachte die Wende. Von da an folgte eine Entwicklung der Sprachwissenschaft, die zum Strukturalismus führte und damit zur Auffassung, die Sprache sei ein sich selbst genügender Organismus. Der Praxisbezug wurde zunehmend ausgeklammert. Charakteristisch für diese Haltung ist der Titel eines Buches des Strukturalisten Robert A. Hall aus dem Jahr 1950: „Leave your language alone“ (Laß deine Sprache in Ruhe!). In jüngerer Zeit wird beobachtet, dass aus der Sprachwissenschaft nicht mehr nur schroffe Ablehnung gegenüber der Sprachkritik geäußert wird.

### Linguistisch begründete Sprachkritik
Die linguistisch begründete Sprachkritik basiert auf detaillierter Kommunikationsanalyse nach semantischen und pragmatischen Kriterien. Ihre Grundlage bilden Pragmatik, Sprechakttheorie und kommunikative Handlungstheorie. Kritik an sprachlichen Äußerungen und Sprechern sollte wissenschaftlich begründet sein und nicht von ideologischen Kriterien geleitet. Die Sprachkritik soll wissenschaftlich und fundiert bewerten, nicht normierend sein, sich aber nicht jeder Wertung enthalten.
Die linguistisch begründete Sprachkritik bleibt nicht Linguisten vorbehalten: „Sprachkritik ist etwas für alle.“ (Slogan von Heringer). Jeder Einzelne soll nach Maßgabe seiner sprachlichen Kompetenz Sprachkritik betreiben und reflektiert mit seinem eigenen Sprachgebrauch umgehen. Damit geht die linguistisch fundierte Sprachkritik eine didaktische und emanzipatorische Verpflichtung ein: zur Freiheit im Umgang mit Sprache befähigen.
Linguistisch fundierte Sprachkritik hat nicht nur Sprecher im Blick. Sie kritisiert auch die Sprachkritiker, die nach unbegründeten Kriterien urteilen.
Alles Sprechen ist geleitet von evolutionär und in Kommunikation entstandenen Regeln. Klassische Sprachkritik orientiert sich an gesetzten Normen. Darum gehört zur fundierten Sprachkritik die Kritik an sprachlichen Normen, die in einem gewissen Sinn der Sprache äußerlich sind. Dies gilt insbesondere für konfligierende (in Konflikt stehende) Normen. Die linguistisch begründete Sprachkritik versteht sich als Sprachnormenkritik und will konfliktlösend in Normenkonflikte eingreifen.
Vorgehensweise der linguistisch begründeten Sprachkritik nach Rainer Wimmer:
1. Kommunikationsschwierigkeiten und Kommunikationskonflikte identifizieren
2. Ziele und Relevanz einer sprachkritischen Analyse bestimmen
3. Sprachlich wichtige Aspekte im Blick auf den Konflikt ermitteln
4. Diese sprachlichen Phänomene linguistisch analysieren und
5. linguistisch-sprachkritisch bewerten auf der Grundlage der Analyse.

### Grundrichtungen nach Schiewe
Einen Überblick über die Geschichte der Sprachkritik gibt Jürgen Schiewe. Er unterscheidet zwischen Sprachkritik
- als Kulturkritik (Pädagogik),
- als Normkritik (Grammatik),
- als Stilkritik (Rhetorik),
- als Textkritik (Philologie) und
- als Erkenntniskritik (Philosophie), also an der Leistung der Sprache als Mittel der Erkenntnis.

Mit Sprachkritik als Erkenntniskritik beschäftigte sich bereits die antike Philosophie. Dies äußert sich zum Beispiel in den Sprachstudien von Platon, Aristoteles oder den Stoikern. Dagegen kam die Textkritik erst in hellenistischer Zeit auf. Die Alexandrinische Schule war hier federführend.

### Richtungen der Sprachkritik nach Gauger
Hans-Martin Gauger unterscheidet zwischen Kritik am Sprachbesitz und Kritik an Sprachäußerungen.
Kritik am Sprachbesitz kann nach Gauger unter zwei Aspekten geäußert werden: erstens unter dem Gesichtspunkt der Wahrheit, Wahrheitsfindung und Wahrheitsvermittlung; zweitens unter dem Gesichtspunkt der kommunikativen Absicht.
Kritik an Sprachäußerungen kann nach Gauger unter drei verschiedenen Gesichtspunkten kritisiert werden: inhaltlich, formal und speziell sprachlich (Beispiel Fremdwortgebrauch).

### „Sprachideologische Haltungen“ nach Polenz
Peter von Polenz klassifiziert die Sprachkritik anhand von „sprachideologischen Haltungen“. Uwe Pörksen bezeichnet dessen Kritik an den Sprachkritikern der 1950er Jahre als „problematisch“, da Sprachkritiker die geschichtliche Dimension der Wörter und ihren Wahrheitsaspekt ernst nähmen. Sprachwissenschaftler wie Polenz vernachlässigten wegen ihres synchronen Ansatzes und ihrer Überzeugung von der Kontextdetermination der Wörter diese Aspekte. Hier die Polenzsche ideologische Klassifizierung sprachkritischer Haltungen:

#### Sprachkonservative Haltung
Immer wieder wird in der Sprachkritik Sprachverfall beklagt. Bestimmte Veränderungen im Sprachgebrauch werden als negativ und in entsprechender Ideologie als Verfall gesehen. Als positives Ideal wird ein vergangener Sprachgebrauch (beispielsweise die Sprache Luthers oder Goethes) oder der eigene Sprachgebrauch angesehen. Ignoriert wird der der Sprache immanente Wandel und die Herausbildung neuer Formen.

#### Historische Haltung
Vertreter der „Historischen Haltung“ beriefen sich auf die Etymologie oder frühere Bedeutungen eines Wortes. Beispielsweise sei die Wendung „Welche Alternativen gibt es dazu?“ falsch, weil lateinisch alter nur eine Wahl zwischen zwei Möglichkeiten zulässt. Bekannt ist auch das Beispiel, dass man nicht „neu renovieren“ könne, weil „neu“ in „renovieren“ bereits enthalten sei. Ignoriert werde die Veränderbarkeit von Gebrauchsbedingungen (Bedeutungswandel). Außerdem werde den Sprechern mehr Sprachbildung abverlangt als für die Kommunikationserfordernisse nötig ist.
Im anglo-amerikanischen Sprachraum hat in den 1990er Jahren insbesondere durch die Veröffentlichungen von Henry Louis Gates eine Auseinandersetzung mit dem sogenannten Signifyin' stattgefunden, ein im Grunde ironisches Sprechen, bei dem durch den jeweiligen Sprachgebrauch, zum Beispiel eine stark reflektierte Berücksichtigung der Bedeutungen von Wortbestandteilen, Worte (und Begriffe) selbst ad absurdum geführt werden (Beispiel: hello bedeutet hell / low). Das Referenzobjekt wird auf diese Weise entkleidet und zumeist auch kommentiert. Während der Kommunikation entsteht eine Situation jenseits der Sprache, die oft verblüffend durch ihre stupende und unerwartet naheliegende Einfachheit ist und spontan erscheint, sowie den Gebrauch von Sprache als solchen kritisiert. Grundlegend für diese Praxis ist die Frage nach der kulturellen Identität von Afroamerikanern, ob sie sich also als westlich geprägte US-Amerikaner verstehen oder den Bruch in der Geschichte der Afroamerikaner als Bruch in der eigenen Geschichte mit- bzw. nachvollziehen und den historischen Hintergrund weiterhin berücksichtigen. Es stellt sich hier auch die Frage, ob die Phylogenese der Ontogenese des Menschen entspricht, wie Norbert Elias in der Zivilisationstheorie behauptet.

#### Sprachpuristische Haltung
Sprachpuristen setzten sich für die „Reinerhaltung“ der Sprache von Fremdwörtern und dem Eindringen anderer Sprachen ein. Im 18. Jahrhundert habe man sich primär gegen das Französische und Lateinische gewendet, um Deutsch als allgemeinverständliche Wissenschaftssprache zu etablieren. Im 19. Jahrhundert hätten primär nationalistische Beweggründe im Vordergrund gestanden. Im letzten Viertel des 20. Jahrhunderts habe sich die Kritik vor allem gegen Anglizismen gewendet. Für solche Zusammenhänge wird bei Polenz auch der Terminus Sprachlegitimation verwendet.
Nicht beachtet wird dabei, dass das Deutsche von jeher eine Mischsprache mit sprachkulturellem Gewinn ist. Versuche, Fremdwörter zu übersetzen, seien häufig fehlgeschlagen. Teilweise stehen auch beide Ausdrücke nebeneinander, werden aber in unterschiedlichen Kontexten gebraucht. Während Anschrift primär amtssprachlich gebraucht wird, hat sich Adresse im öffentlichen Sprachgebrauch nicht verdrängen lassen, da das Wort zur Zeit der Übersetzung bereits etabliert war.

#### Sprachmonomane Haltung
Die sprachmonomane Haltung bezeichnet eine pedantische Sprachnorm-Auffassung. Unter Berufung auf den Duden oder andere Nachschlagewerke werde kritisiert, was dort nicht verzeichnet ist. Vertreter dieser Haltung gingen davon aus, dass jedes Wort an sich für etwas steht; Auffassung der Sprachwissenschaft sei, dass Wörtern erst im Gebrauch ihre Bedeutung verliehen wird.

#### Panlinguistische Haltung
Vertreter der panlinguistischen Haltung schrieben der Sprache selbst eine potentiell unmoralische Wirkung zu. In den 1960er Jahren sei von Sprachkritikern behauptet worden, die deutsche Sprache trage eine Mitschuld an den Verbrechen der NS-Zeit. Von sprachwissenschaftlicher Seite sei entgegnet worden, dass nicht etwa grammatische Formen an sich moralisch oder unmoralisch seien, sondern der Mensch, der sie gebraucht, moralisch oder unmoralisch handeln könne.

#### Kulturrevolutionäre Haltung
Die kulturrevolutionäre Haltung wendet sich gegen Sprachbarrieren. Sie vertritt die Ansicht, dass Sprachnormen der Unterdrückung von Unterschichten dienen. Ignoriert wird, dass Sprachstandardisierung auch anderen Zwecken dient, beispielsweise der überregionalen oder wissenschaftlichen Kommunikation.

## Feministische Sprachkritik
Die deutsche Feministische Linguistik hat vier grundlegende Fragestellungen:
1. Wie kommen Frauen in der deutschen Sprache vor?
2. Wie sprechen Frauen, im Unterschied zu Männern?
3. Wie verhalten sich Frauen in Gesprächen Männern gegenüber?
4. Welche Herrschaftsverhältnisse bilden sich in der Kommunikation zwischen Männern und Frauen?

Bei der Untersuchung von Sprachnormen und Sprachsysteme auf patriarchale Herrschaftsverhältnisse kommt sie laut einer ihrer Gründerinnen Senta Trömel-Plötz zu dem Ergebnis:

„Unsere Sprache tut uns [Frauen] Gewalt an, weil sie die männlichen Formen bevorteilt. Damit wird eine Weltsicht geschaffen, in der Frauen nicht präsent sind.“

Diese Sprachkritik führte in der Bundesrepublik ab den 1980er-Jahren zu vielen sprachlichen Veränderungen. Im Jahr 1990 erschien dann von der Sprachwissenschaftlerin Luise F. Pusch Alle Menschen werden Schwestern: Feministische Sprachkritik und zwei Jahre später von Trömel-Plötz Vatersprache, Mutterland: Beobachtungen zu Sprache und Politik. Ein aktuelles Beispiel für die Auswirkungen dieser Sprachkritik sind Stellenausschreibungen, die mittlerweile deutlich machen, dass auch Frauen für die ausgeschriebene Arbeitsstelle einen Zugang haben könnten. Seit den Verfassungsurteilen zur dritten Geschlechtsoption „divers“ in Deutschland 2017 und Österreich 2018 werden auch unbestimmte Geschlechter einbezogen („m/w/d“). Die feministische Sprachkritik hat weitere Änderungen im deutschen Sprachgebrauch bewirkt, etwa feminine Berufsbezeichnungen (Lehrerin, Ärztin, Bundeskanzlerin), Schrägstrich-Schreibweisen (Lehrer/innen) sowie das Binnen-I (LehrerInnen).
Gleichzeitig ist diese junge Form der Sprachkritik Gegenstand gesellschaftlicher Debatten. Neben der radikalen Ablehnung durch normkonforme und konservative Sprachpfleger stehen Aussagen auch in einer Kritik seitens der Sprachwissenschaft (Linguistik), die ebenfalls den Zusammenhang von Sprache und Gesellschaft analysiert. Dazu zählen Teile der Diskursanalyse (siehe Kritik an der Feministischen Linguistik).

### „Richtlinien zur Vermeidung sexistischen Sprachgebrauchs“ (1980)
Als grundlegend gilt der 1980 in der Fachzeitschrift Linguistische Berichte erschienene Beitrag der vier Sprachwissenschaftlerinnen Senta Trömel-Plötz, Marlis Hellinger, Ingrid Guentherodt und Luise F. Pusch, worin sie unter dem Titel Richtlinien zur Vermeidung sexistischen Sprachgebrauchs auf sechs Seiten viele Beispiele von „sexistischer Sprache“ im Deutschen analysierten und ihnen „geschlechtergerechte Alternativen“ gegenüberstellten. Die vier Autorinnen hielten fest: „Sprache ist sexistisch, wenn sie Frauen und ihre Leistungen ignoriert, wenn sie Frauen nur in Abhängigkeit von und Unterordnung zu Männern beschreibt, wenn sie Frauen nur in stereotypen Rollen zeigt und ihnen so über das Stereotyp hinausgehende Interessen und Fähigkeiten abspricht und wenn sie Frauen durch herablassende Sprache demütigt und lächerlich macht.“
Als Zielgruppen nannten die Autorinnen Institutionen, die Sprache unterrichten, wie Schulen und Universitäten, und solche, die Sprache verbreiten, wie Medien und Verlagshäuser. Als „sexistisch“ kritisierten die Autorinnen nicht nur die Verwendung des generischen Maskulinums (Studien), sondern darüber hinausgehende sprachliche Asymmetrien und Formen der Unsichtbarmachung von Frauen.

#### Männlicher Vorrang in Aufzählungen
Merkmal des „sexistischen Sprachgebrauchs“ sei auch die konsequente Erstnennung des Mannes in Paarbezeichnungen wie „Adam und Eva“, „Romeo und Julia“ oder „Herr und Frau Meier“, aber auch in Beidnennungen wie „Lehrer oder Lehrerin“ oder „Ärzte und Ärztinnen“ (Paarformen). Ausnahmsweise ist in der direkten Anrede „Meine Damen und Herren!“ die umgekehrte Reihenfolge geläufig. Politiker sprechen Bürger in Ansprachen zunehmend als „liebe Bürgerinnen und Bürger“ an und ihre Parteifreunde bei Versammlungen je nach Partei als „liebe Genossinnen und Genossen“ (linke Parteien), „liebe Freundinnen und Freunde“ (bürgerliche Parteien) oder „liebe Kameradinnen und Kameraden“ (rechte Parteien). Zu einer geschlechtergerechten Sprache gehöre entsprechend, dass die Reihenfolge ungefähr gleich verteilt abwechselnd verwendet werde. Früher sprachlich gängige Unterordnungen der Frau als Anhängsel eines Mannes, etwa „Kaiserin Friedrich“, „Herr Meier und Gattin“, „Familie Hans Meier“, „Ehepaar Hans Meier“, „10 Manager, darunter 2 Frauen“ werden zunehmend vermieden.

#### Pejoration
Eine weitere Forderung betrifft das respektvolle Sprechen über Frauen, insbesondere die Vermeidung abwertender Begriffe (Pejorative). Zwar gibt es auch für Männer Bezeichnungen mit negativer Konnotation, aber eine These der Feministischen Linguistik ist, dass diese in Anzahl und Verwendung viel geringer seien. Außerdem betreffe die Pejoration sowie die Euphemismus-Tretmühle eher gesellschaftlich schwache Gruppen und damit zumindest in der Vergangenheit eher weibliche als männliche Bezeichnungen.

#### Konnotation

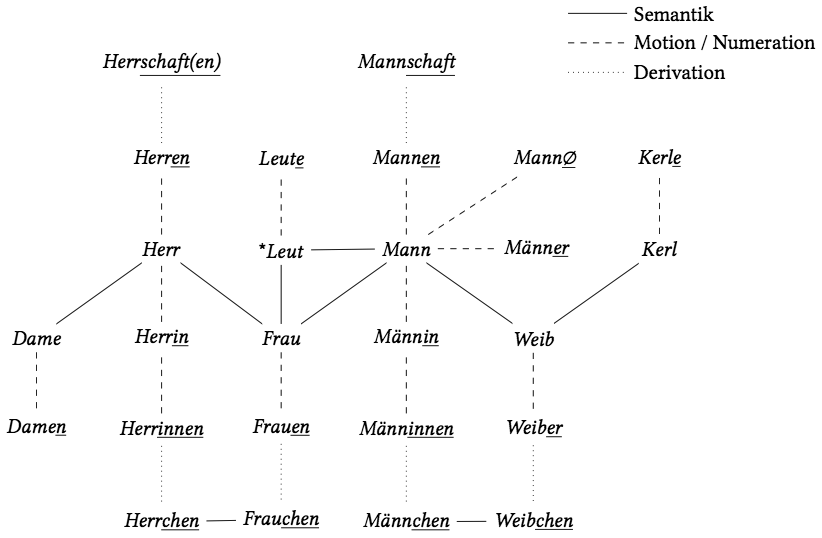
Beziehungen zwischen adulten Geschlechtslexemen des Deutschen

Ein Resultat daraus sind einige sprachliche Asymmetrien, die in einer geschlechtergerechten Sprache beseitigt werden sollten. So wurde im Deutschen bis in die jüngere Vergangenheit zwischen Frau und Fräulein differenziert, während es etwas Ähnliches für Mann oder Herr nicht gibt. Neben dieser Nichtexistenz eines männlichen Äquivalents, das auch Jungfrau betrifft, verhalten sich auch diese paarigen Lexeme asymmetrisch:
Mann – FrauGegen diese Grundopposition spricht für sich allein genommen nichts, lediglich in Kombination mit den folgenden Begriffspaaren kann sie problematisch sein.
Mann – MänninWie die meisten Maskulina ist auch Mann prinzipiell durch das Affix {-in} zu einer weiblichen Bezeichnung movierbar. Dies geschieht vor allem für Komposita wie Hauptmann – Hauptmännin, wo andere Varianten wie Hauptfrau semantisch bereits abweichend besetzt sind. Dies stärkt die prototypische Assoziation von Mann mit Mensch, zumal die Wörter etymologisch eng verwandt sind, und erklärt, warum es kein weibliches Pendant zu Mannschaft gibt.
Mann – Weib oder männlich – weiblichObwohl das Substantiv Weib im zeitgenössischen Sprachgebrauch nur noch pejorativ verwendet werden kann, fehlt diese Konnotation beim abgeleiteten Adjektiv, das statt ?fraulich oder *fräulich verwendet wird.
Herr – DameDieses Begriffspaar dient der höflichen oder der unterordnenden Bezeichnung, insbesondere in der unpersönlichen Anrede. Es könnte zwar aus gesellschaftskritischer Sicht bemängelt werden, da es hierarchische soziale Rollen abbildet (vgl. Genosse, Bürger), aber für sich genommen wäre es aus feministischer Sicht unproblematisch, da sich beide Lexeme vom Grundpaar Mann – Frau unterscheiden. Allerdings werden mitunter die nur scheinbar verwandten, stark wertenden Adjektive herrlich und dämlich problematisiert.
Herr – HerrinAuch dieses Maskulinum kann, anders als etwa die Verwandtschaftsbezeichnungen Bruder, Vater, Onkel, moviert werden und ist dann ausschließlich für hierarchische Beziehungen geeignet.
Herr – FrauIn der persönlichen Anrede, ggf. ergänzt um den (Nach-)Namen, wird eine Mischung aus den bisher genannten Paaren verwendet. Dies wird teilweise als problematisch angesehen, weil Herr eine deutlich stärkere sozialhierarchische Komponente besitzt. Als formale Diminutive Frauchen und Herrchen im Sinne von ‚Besitzer von Haustieren‘ sind die Lexeme gleichwertig.
Kerl – WeibIn einigen paarigen Fügungen ist auch Kerl für die männliche Form gebräuchlich, etwa Teufelskerl, Teufelsweib. Im Unterschied zu Herr und Mann wird Kerl nie zu *Kerlin moviert.
Ø – FräuleinWeder Herrlein noch Männlein ist Antonym zu Fräulein, das (anders als Junker) sowohl als Anrede als auch als Bezeichnung bis ins späte 20. Jahrhundert gebräuchlich war.
Männchen – ØIm Sinne von ‚Figur‘ (etwa Ampelmännchen) tritt Weibchen nicht paarig zu Männchen auf und auch Frauchen kann so nicht verwendet werden. Gelegentlich tritt ungewöhnlicherweise das phonologisch verwandte Mädchen als Alternative auf.
-mann – ØIn einigen Komposita wie Blaumann, die unbelebtes bezeichnen, kann mann durch kein weibliches Lexem substituiert werden.
Ø – frauEinige Komposita, etwa Jungfrau und Putzfrau, sind so stark weiblich besetzt, dass sich bisher kein männliches Pendant entwickelt oder erhalten (vergleichbar zu Junker) hat. Allerdings wird auch ein Mann als Jungfrau bezeichnet, der entweder unter dem gleichnamigen Tierkreiszeichen geboren ist oder keine sexuelle Erfahrung hat.
man – ØDas generalisierende Personalpronomen man ist zwar etymologisch enger mit Mensch als mit Mann verwandt, aber da es wie Mann ausgesprochen wird, steht es ebenfalls in der Kritik und zum Teil werden parallel gebildete (*frau, *fra) oder umgeformte (*mensch, *men) Neologismen verwendet.

#### Fehlende Sichtbarkeit des Weiblichen in den Pronomina
Das deutsche System der Possessiv- und Personalpronomen kennt die Geschlechtsunterscheidung nur in der dritten Person Singular, während andere Sprachen auch im Plural (etwa Französisch) oder in der ersten oder zweiten Person unterscheiden, manche aber auch gar nicht.
Es gab verschiedene Vorschläge für neu einzuführende Pronomen, für die generelle Verwendung der neutralen Pronomen (es) oder für die Verwendung des geschlechtslosen Plurals (sie) auch für den Singular (wie das englische „singular they“). Allerdings entsprechen im Deutschen einige Formen des Neutrum-Pronomens dem Maskulinum (etwa sein) und der Plural der dritten Person gleicht dem femininen Singular (sie, ihr). In der Praxis sind jedoch Beidnennung (Paarformen), Umformulierungen (Neutralisierung) sowie die generische Verwendung des Maskulinums üblich. Ähnliches gilt für Relativpronomen und Attribute, die die Flexionsform des Substantivs, auf das sie sich beziehen, übernehmen, zumal sich die Endungen ähneln.
|            | Personal | Personal | Personal | Personal | Possessiv | Possessiv | Possessiv  | Possessiv | Relativ | Relativ | Relativ | Relativ | Demonstrativ | Demonstrativ | Demonstrativ | Demonstrativ | Reflexiv |
| Nom        | Akk      | Dat      | Gen      | Nom      | Akk       | Dat       | Gen        | Nom       | Akk     | Dat     | Gen     | Nom     | Akk          | Dat          | Gen          |              | Reflexiv |
| ---------- | -------- | -------- | -------- | -------- | --------- | --------- | ---------- | --------- | ------- | ------- | ------- | ------- | ------------ | ------------ | ------------ | ------------ | -------- |
| Neutrum    | es       | es       | ihm      | seiner   | seine     | seinen    | seinem/r/n | seines/r  | das     | das     | dem     | dessen  | das          | das          | dem          | dessen       | sich     |
| Maskulinum | er       | ihn      | ihm      | seiner   | seine     | seinen    | seinem/r/n | seines/r  | der     | den     | dem     | dessen  | der          | den          | dem          | dessen       | sich     |
| Femininum  | sie      | sie      | ihr      | ihrer    | ihre      | ihren     | ihrem/r/n  | ihres/r   | die     | die     | der     | deren   | die          | die          | der          | deren        | sich     |
| Plural     | sie      | sie      | ihnen    | ihrer    | ihre      | ihren     | ihrem/r/n  | ihres/r   | die     | die     | denen   | deren   | die          | die          | denen        | deren/r      | sich     |

## Political Correctness
Aus den USA kam in den 1980er-Jahren eine Sprachkritik nach Europa, die auf diskriminierende Phänomene der Sprache hinweist und sprachliche Äußerungen auf ihre kolonialen, rassistischen und sexistischen Konnotationen hin reflektiert.
In den 1990er-Jahren wurde eine Kampagne gegen die Political Correctness (kurz „PC“) der Neo-Konservativen aus den USA von konservativen und vor allem rechtsextremen Medien in der BRD aufgenommen. Diedrich Diederichsen und Autoren des Duisburger Instituts für Sprach- und Sozialforschung untersuchten diesen Diskurs in der BRD schon in seinen Anfängen. Sie wiesen nach, dass eine solche Sprachkritik von „neokonservativ“ sprachpflegerischer Seite nur abwertend als Political Correctness bezeichnet wird. Einer kritischen Sprachkritik werde mit dieser Bezeichnung eine Form der Tabuisierung unterstellt und sie werde somit stigmatisiert, um weitere Reflexionen über Sprache abzulehnen und abzuwehren.

## Sprachkritik im europäischen Vergleich
Sprache und ihr Gebrauch werden in vielen Sprachkulturen reflektiert und kritisiert. Besonders interessant ist dabei eine vergleichende Perspektive. Sie liefert Hinweise auf gemeinsame und unterschiedliche Sprachideologien. Die „Praxis wertender Sprachreflexion“ wird im Projekt Europäische Sprachkritik Online (ESO) untersucht. Das Projekt liefert eine vergleichende Perspektive auf Sprachkritik in europäischen Sprachkulturen; Sprachkritik erscheint hier als eine besondere Form der Sprachreflexion, in der sich kulturelle Denk- und Handlungsweisen zeigen. Bislang wurden Praktiken der Sprach- und Kommunikationswertung im europäischen Kulturraum nicht systematisch verglichen. Das Projekt erarbeitet eine Konzeptgeschichte europäischer Sprachkritik. Die Ergebnisse werden in einer an der Sprache interessierten Öffentlichkeit im Handbuch Europäische Sprachkritik Online (HESO) publiziert. Die Untersuchungssprachen sind derzeit Deutsch, Englisch, Französisch, Italienisch und Kroatisch.